# Beccarianthus robustus
Beccarianthus robustus är en tvåhjärtbladig växtart som beskrevs av Bala Krishnan Nayar. Beccarianthus robustus ingår i släktet Beccarianthus och familjen Melastomataceae. Inga underarter finns listade i Catalogue of Life.